# معرف (منطق)
المعرف (اسم فاعل) ما يستلزم تصوره اكتساب تصور الشيء بكنهه، أو بامتيازه عن كل ما عداه. فيتناول التعريف الحد الناقص، والرسم، فإن تصورهما لا يستلزم تصور حقيقة الشيء، بل امتيازه عن جميع الأغيار. فقولنا ‍ما يستلزم تصوره‍‍ يخرج التصديقات، وقولنا ‍اكتساب‍‍ يخرج الملزوم بالنسبة إلى اللوازم البينة.